# Георгіос Камарас (стадіон)
Стадіон «Георгіос Камарас» (грец. Γήπεδο Γεώργιος Καμάρας) — багатофункціональний стадіон у районі Афін Різуполі, Греція, домашня арена ФК «Аполлон Смірніс».
Стадіон побудований та відкритий 1948 року. З часу відкриття є домашньою ареною ФК «Аполлон Смірніс». У 2001 році здійснено капітальну реконструкцію арени в рамках підготовки до прийому ігор Суперліги на час будівництва нового стадіону «Георгіос Караїскакіс». Протягом 2002—2004 років на стадіоні домашні матчі приймав ФК «Олімпіакос». У 2005—2007 роки стадіон був домашньою ареною ФК «Етнікос».
У 2003 році арені присвоєно ім'я легендарного грецького футболіста Георгіоса Камараса, який виступав за «Аполлон Смірніс» та збірну Греції з футболу.
2004 року стадіон був однією із офіційних арен футбольного турніру в рамках Літніх Олімпійських ігор.